# Kuolioluoto
Kuolioluoto är en ö i Finland. Den ligger i Finska viken och i kommunerna Kotka och Fredrikshamn i landskapet Kymmenedalen, i den södra delen av landet. Ön ligger omkring 11 kilometer sydöst om Kotka och omkring 120 kilometer öster om Helsingfors.
Öns area är 68,5 hektar och dess största längd är 1,7 kilometer i nord-sydlig riktning. Ön höjer sig omkring 20 meter över havsytan.

## Klimat
Inlandsklimat råder i trakten. Årsmedeltemperaturen i trakten är 5 °C. Den varmaste månaden är augusti, då medeltemperaturen är 16 °C, och den kallaste är februari, med −4 °C.